# Carlos Pérez (Kanute)
Carlos Pérez Rial (* 12. April 1979 in Cangas do Morrazo) ist ein ehemaliger spanischer Kanute.

## Karriere
Carlos Pérez nahm zweimal an Olympischen Spielen teil. Bei seinem Olympiadebüt 2004 in Athen erreichte er im Einer-Kajak auf der 500-Meter-Strecke das Halbfinale, in dem er als Sechster seines Laufs ausschied. Vier Jahre darauf ging er in Peking im Zweier-Kajak mit Saúl Craviotto an den Start. Über 500 Meter qualifizierten sie sich in ihrem Vorlauf direkt für das Finale, nachdem sie hinter Wadsim Machneu und Raman Petruschenka den zweiten Platz belegten. Beim Endlauf überquerten sie nach einer Laufzeit von 1:28,736 Minuten als Erste die Ziellinie und wurden dadurch Olympiasieger. Sie setzten sich knapp gegen die zweitplatzierten Deutschen Ronald Rauhe und Tim Wieskötter durch, die im Zielfinish lediglich neun Hundertstel Sekunden hinter den Spaniern geblieben waren. Die Weißrussen Machneu und Petruschenka sicherten sich mit 1,3 Sekunden Rückstand auf Pérez und Craviotto die Bronzemedaillen.
Zahlreiche Erfolge erzielte Pérez auch bei Welt- und Europameisterschaften. 2003 wurde er in Gainesville im Einer-Kajak auf der 500-Meter-Strecke zunächst Vizeweltmeister, ehe ihm zwei Jahre darauf in Zagreb über die 200-Meter-Distanz sein erster Titelgewinn gelang. Die Titelverteidigung misslang ihm 2006 in Szeged mit dem zweiten Platz nur knapp. Bei den Weltmeisterschaften 2009 in Dartmouth gewann er mit der 4-mal-200-Meter-Staffel die Goldmedaille sowie im Zweier-Kajak über 200 Meter mit Saúl Craviotto die Silbermedaille. 2010 wiederholte er in Posen diesen Erfolg, als er in den beiden Disziplinen erneut Gold bzw. Silber gewann. Mit der Staffel verteidigte er auch 2011 in Szeged den Weltmeistertitel, Pérez’ letzter Medaillengewinn bei Weltmeisterschaften.
Seine erste Medaille bei einer Europameisterschaft gewann er 2004 in Posen mit der Bronzemedaille im Einer-Kajak über 500 Meter. Am selben Ort wurde er im Jahr darauf auf der Sprintstrecke über 200 Meter im Einer-Kajak Europameister. Damit hielt er in dieser Disziplin gleichzeitig den Welt- und den Europameistertitel. Wie schon bei der darauffolgenden Weltmeisterschaft verpasste er auch bei den Europameisterschaften in Račice u Štětí als Zweiter die Titelverteidigung. Alle weiteren Medaillen gewann Pérez im Zweier-Kajak mit Saúl Craviotto: 2008 wurden sie in Mailand über 500 Meter Zweite, 2009 schafften sie in Brandenburg an der Havel über 200 Meter den Titelgewinn. Bei den Europameisterschaften 2010 in Corvera belegten sie über 200 und 500 Meter jeweils den zweiten Platz.
Weitere Medaillen sicherte sich Pérez bei den Mittelmeerspielen. 2005 gewann er in Almería im Einer-Kajak über 500 Meter die Silbermedaille, 2009 in Pescara und 2013 in Mersin gelang ihm im Zweier-Kajak über 500 Meter bzw. 200 Meter jeweils der Gewinn der Goldmedaille.